# Zak Brown
Zakary Challen Brown (Los Angeles, 7 de novembro de 1971) é um empresário estadunidense e ex-automobilista profissional, atualmente residindo na Inglaterra. Brown é o diretor executivo da McLaren Racing.
Ele foi o fundador e diretor executivo da Just Marketing International (JMI), a maior agência de marketing do esporte a motor do mundo. A JMI, fundada em 1995, foi adquirida em 2013 pela CSM Sport & Entertainment, uma divisão da Chime Communications Limited, e Brown tornou-se diretor de desenvolvimento de negócios do grupo. Em 2009, Brown e Richard Dean fundaram a United Autosports. As realizações de Brown como um profissional de marketing foram refletidas através de vários reconhecimentos da indústria, incluindo como o publicitário do ano pela revista PROMO, sendo nomeado quatro vezes no INC 500 Fastest Growing Private Companies of the Year, e sua inclusão no SportsBusinessJournal’s Forty Under 40 Hall of Fame, tendo sido apresentado o prêmio três vezes.